# De talisman (Toonder)
Tom Poes en de talisman of kortweg De talisman is het 26ste verhaal uit de Bommelsaga, geschreven en getekend door Marten Toonder. Het verhaal verscheen voor het eerst op 21 juni 1947 liep tot 9 september 1947. Thema: Infiltratie in een subversieve groepering.

## Samenvatting
De twee vrienden maken kennis met "baron" Joris Goedbloed, die hen meteen besteelt. Later verkoopt hij hen een talisman die wensen vervult , maar hij wisselt die om voor een nepexemplaar. Daarna belanden beide knikkers in diverse handen en worden diverse wensen vervult. Heer Bommel wordt zelfs minister, maar ook leider van een revolte-partij. Uiteindelijk laat hij echter alle revolutionairen arresteren en is hijzelf de held. Maar Joris Goedbloed ontsnapt.

## Achtergrond
Joris Goedbloed, vast personage uit de strip Panda, eveneens van Marten Toonder, komt sporadisch voor in de Bommelstrip en ook in dit verhaal.
Rechters in de Bommelstrip zijn altijd uilen. Zo ook hier (aflevering 126-127).